# カーマニ・グリフィン
カーマニ・グリフィン（Khamani Griffin,  1998年8月1日 - ）は、アメリカ合衆国の子役、俳優である。

## 来歴
1998年、カリフォルニア州オークランドに生まれる。2歳の頃からコマーシャルなどへ出演し、2003年にエディ・マーフィ主演の『チャーリーと14人のキッズ』で映画デビューを果たす。同年から放送されたテレビドラマシリーズ『All of Us』へのレギュラー出演で子役として注目され、様々な作品へ出演。声優としても活躍しており、長編アニメ映画『ハッピー フィート』や『くもりときどきミートボール2』など、いくつかの長編アニメ作品やテレビアニメなどへも出演して多様な才能を発揮している。

## 出演作品

### 映画
- チャーリーと14人のキッズ Daddy Day Care (2003)
- マッド・ファット・ワイフ Norbit (2007)

### アニメ映画
- バーンヤード Barnyard (2006)
- ハッピー フィート Happy Feet (2006)
- シドのワイルド・キャンプ Surviving Sid (2008) ※ビデオ短編
- 小さな機関車テリー The Little Engine That Could (2011)
- ガーディアンズ 伝説の勇者たち Rise of the Guardians (2012)
- くもりときどきミートボール2 Cloudy with a Chance of Meatballs 2 (2013)

### テレビドラマ
- All of Us (2003 - 2007)
- ER緊急救命室 ER (2005)
- マイネーム・イズ・アール My Name Is Earl (2006)
- WITHOUT A TRACE/FBI 失踪者を追え! Without a Trace (2007)
- Carpoolers (2007, 2008)
- NCIS 〜ネイビー犯罪捜査班 NCIS: Naval Criminal Investigative Service (2009)
- グレイズ・アナトミー 恋の解剖学 Grey's Anatomy (2009)
- ブラザーズ&シスターズ Brothers & Sisters (2010)
- モダン・ファミリー Modern Family (2013)
- Love That Girl! (2014)

### テレビアニメ
- きんきゅうしゅつどう隊 OSO Special Agent Oso (2009)
- The Life & Times of Tim (2010)
- フィニアスとファーブ Phineas and Ferb (2012)
- ちいさなプリンセス ソフィア Sofia the First (2013)

## 参照
1. ↑  “Khamani Griffin Biography”. 2014年7月19日閲覧。